# Brèche de Roland
De Brèche de Roland is de naam voor een natuurlijke opening in de hoofdkam van de Pyreneeën met een breedte van 40 meter en een hoogte van 100 meter op een hoogte van 2804 meter op de staatsgrens van de Spaanse regio Aragon en het Franse departement Hautes-Pyrénées.
De doorgang ligt aan de zuidzijde van de Cirque de Gavarnie en ten noorden van de Monte Perdido op de grens van het Franse Nationaal park Pyrénées en het Spaanse Nationaal park Ordesa y Monte Perdido.
Volgens de legende ontstond de doorgang toen ridder Roland zijn zwaard Durendal weggooide in een poging het zwaard te vernielen na zijn nederlaag bij de Slag van Roncesvalles in 778.
De Brèche de Roland kan bereikt worden vanaf de refuge des Sarradets nabij Gavarnie, vanaf deze berghut is het een klein uur lopen.

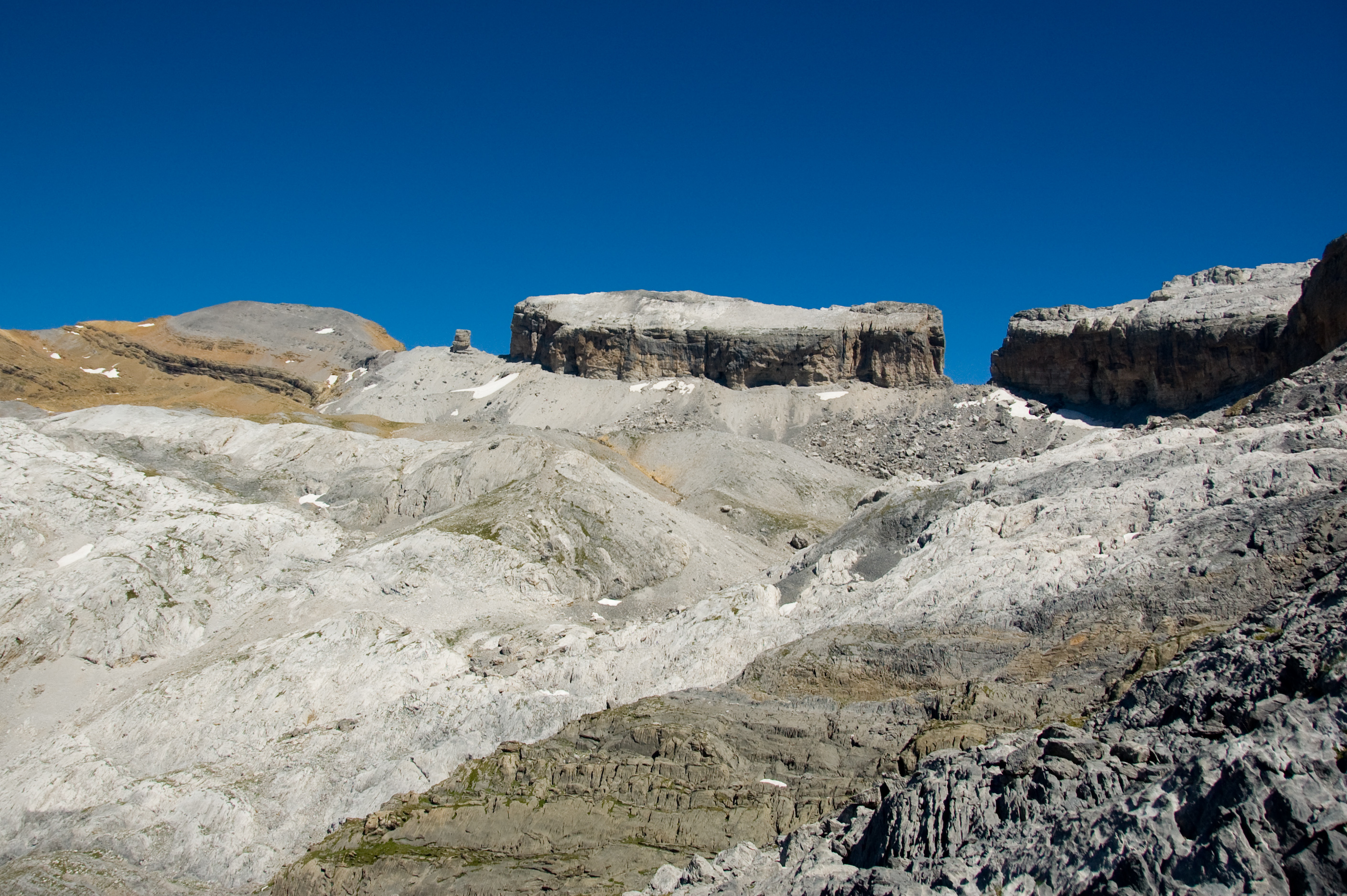
De Brèche de Roland en met links le Doigt ("de vinger") gezien vanaf de Spaanse zijde

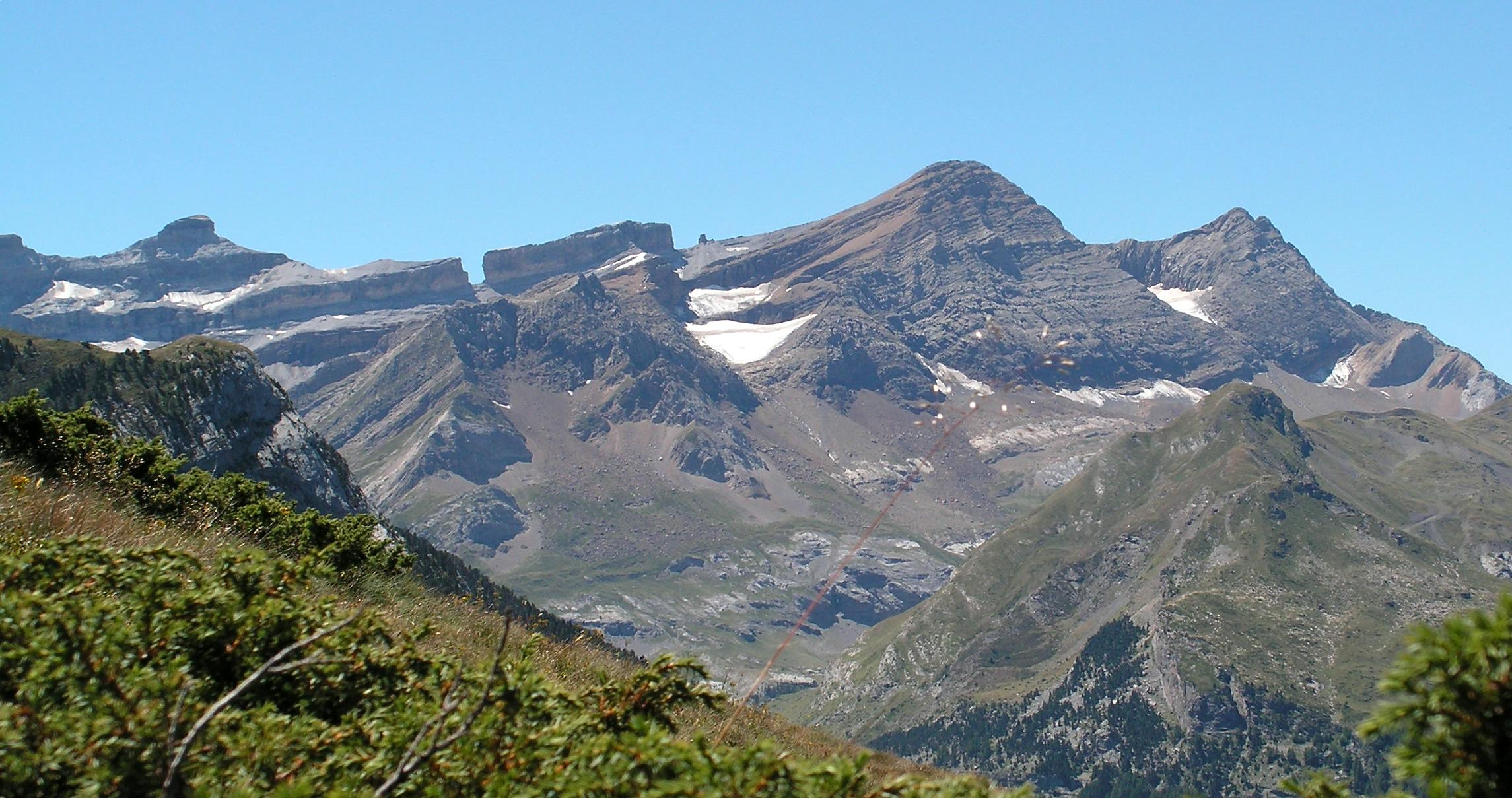
De Brèche de Roland op de horizon, gezien vanaf de Franse zijde. Links van de Brèche le Casque du Marboré; rechts de Taillon

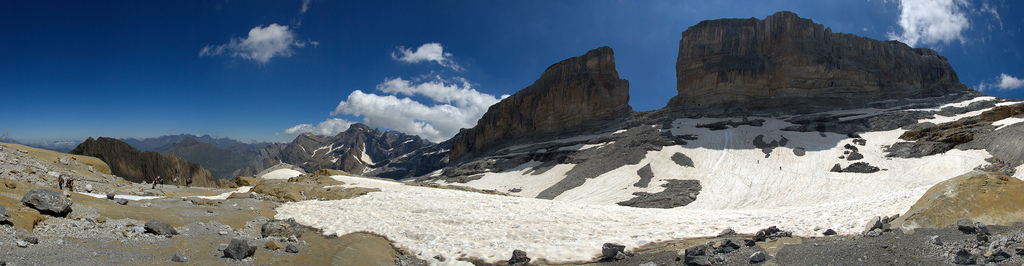
Panoramisch zicht op de bovenzijde van de Cirque de Gavarnie en de Brèche de Roland